# Понта-Гроса (микрорегион)

Понта-Гроса на карте.

Понта-Гроса (порт. Microrregião de Ponta Grossa) — микрорегион в Бразилии. входит в штат Парана. Составная часть мезорегиона Восточно-центральная часть штата Парана. Население составляет 	429 981	 человек (на 2010 год). Площадь — 	6705,986	 км². Плотность населения — 	64,12	 чел./км².

## Демография
Согласно сведениям, собранным в ходе переписи 2010 г. Национальным институтом географии и статистики (IBGE), население микрорегиона составляет:						
| Полное население                             | Полное население                             | Полное население                             | Полное население                             | 429 981 |
| -------------------------------------------- | -------------------------------------------- | -------------------------------------------- | -------------------------------------------- | ------- |
| в том числе:                                 | Городское население                          | 387 292                                      | Процент городского населения, %              | 90,07   |
|                                              | Сельское население                           | 42 689                                       | Процент сельского населения, %               | 9,93    |
|                                              | Мужское население                            | 210 500                                      | Процент мужского населения, %                | 48,96   |
|                                              | Женское население                            | 219 481                                      | Процент женского населения, %                | 51,04   |
| Плотность населения, чел/км²                 | Плотность населения, чел/км²                 | Плотность населения, чел/км²                 | Плотность населения, чел/км²                 | 64,12   |
| Население микрорегиона в % к населению штата | Население микрорегиона в % к населению штата | Население микрорегиона в % к населению штата | Население микрорегиона в % к населению штата | 4,12    |

## Статистика
- Валовой внутренний продукт на 2003 год составляет 4 747 989 776,00 реалов (данные: Бразильский институт географии и статистики).
- Валовой внутренний продукт на душу населения на 2003 год составляет 11 749,75 реалов (данные: Бразильский институт географии и статистики).
- Индекс развития человеческого потенциала на 2000 год составляет 0,789 (данные: Программа развития ООН).

## Состав микрорегиона
В составе микрорегиона включены следующие муниципалитеты:
1. Карамбеи
2. Кастру
3. Палмейра
4. Понта-Гроса